# Новотроицкое (Молдова)
Новотроицкое, Троица Ноуэ (рум. Troița Nouă) — село в Новоаненском районе Молдавии. Наряду с сёлами Чобановка, Балмаз и Мирное входит в состав коммуны Чобановка.

## География
Село расположено на высоте 57 метров над уровнем моря.

## Население
По данным переписи населения 2004 года, в селе Новотроицкое проживает 493 человека (217 мужчин, 276 женщин).
Этнический состав села:
| Национальность | Число жителей | Процентный состав |
| -------------- | ------------- | ----------------- |
| украинцы       | 263           | 53.35             |
| молдаване      | 170           | 34.48             |
| русские        | 47            | 9.53              |
| гагаузы        | 6             | 1.22              |
| прочие         | 7             | 1.42              |
| Всего          | 493           | 100%              |